# Ladungstransferisolator

Vergleich der Bandstruktur eines Ladungstransferisolator gg. Mott-Hubbard-Isolators am Beispiel von Cuprate vs Nickelate.

Als Ladungstransferisolator bezeichnet man eine Klasse von Materialien die nach klassischer Bandtheorie eigentlich metallische Eigenschaften aufweisen sollten, in Realität jedoch Isolatoren (siehe Nichtleiter) sind.
Im Gegensatz zu Mott-Hubbard-Isolatoren ist hier jedoch die Bandlücke nicht durch Coulomb-Wechselwirkung
{\displaystyle d^{n}d^{n}\rightarrow d^{n-1}d^{n+1},\quad \Delta E=U=U_{dd}}
aufgrund des Elektronenhoppings zwischen den Zuständen der Übergangsmetalle bestimmt, sondern durch die Ladungstransfer-Lücke {\displaystyle \Delta }
{\displaystyle d^{n}p^{6}\rightarrow d^{n+1}p^{5},\quad \Delta E=\Delta }.
Diese entspricht dem Übergang eines Elektrons von einem Liganden, z. B. Sauerstoff, zum Übergangsmetall.
Ein wichtiger Unterschied ist die Erzeugung eines p-Defektelektrons (Lochs) am Liganden. Das entspricht am Beispiel von Sauerstoff dem Übergang von „normalem“ {\displaystyle {\ce {O^2-}}} zu ionisiertem {\displaystyle {\ce {O-}}}. In diesem Fall wird das Ligandenloch oft als {\textstyle {\underline {L}}} bezeichnet.
Die Unterscheidung von Mott-Hubbard- und Ladungstransferisolatoren kann mit Hilfe des ZSA-Schemas erfolgen.